# Biangulární souřadnice
Biangulární souřadnice jsou soustava souřadnic v rovině určená úsečkou, kde poloha bodu je určena dvěma úhly. Tento typ souřadnic jako první zkoumal Lazare Nicholas Marguerite Carnot, který své výsledky publikoval v roce 1803.

## Poloha bodu
V rovině je dána úsečka {\displaystyle {\overline {AB}}\,\!}. Pak poloha každého bodu {\displaystyle C} v této rovině (s výjimkou bodů ležících na přímce {\displaystyle {\overline {AB}}\,\!}) je jednoznačně dána úhly {\displaystyle \angle CAB\,\!} a {\displaystyle \angle CBA\,\!}.
Polohu bodů na přímce {\displaystyle {\overline {AB}}\,\!} nelze určit, jelikož úhly {\displaystyle \angle CAB\,\!} a {\displaystyle \angle CBA\,\!} pro různé body jsou stejné - nulové nebo přímé (180°).

### Zaměření bodu v biangulárních souřadnicích

Definice bodu c úhlovými souřadnicemi α a β v rovině.

Máme bod, zvaný {\displaystyle C}, v rovině a chceme jej vyjádřit v této soustavě.
Zvolme v rovině úsečku {\displaystyle AB}, jejíž délka je jednotková. Oba krajní body této úsečky spojme s bodem {\displaystyle C}.
Najdeme úhly {\displaystyle \alpha } a {\displaystyle \beta }, odpovídajíci úhlům {\displaystyle CAB} a {\displaystyle CBA} v tomto pořadí.
Úsečka {\displaystyle AB} a úhly {\displaystyle \alpha } a {\displaystyle \beta } tak určují polohu bodu v nové soustavě souřadnic a úhly {\displaystyle \alpha } a {\displaystyle \beta } jsou těmito souřadnicemi.

### Převod na souřadnice kartézské
{\displaystyle x={\frac {c\ \operatorname {tg\,} \beta }{\operatorname {tg\,} \alpha +\operatorname {tg} \beta }}}
{\displaystyle y={\frac {c\,\operatorname {tg\,} \alpha \,\operatorname {tg\,} \beta }{\operatorname {tg\,} \alpha +\operatorname {tg\,} \beta }}}
a pro zpětný převod souřadnic x-y na α - β použijeme rovnice:
{\displaystyle \alpha =\operatorname {arctg2} \left({\frac {y}{x}}\right),}
{\displaystyle \beta =\operatorname {arctg2} \left({\frac {y}{c-x}}\right),}
kde arctg2 je zobecnění funkce arkus tangens často užívané při inverzích vztahů v rovině.

## Rovnice kuželoseček v úhlových souřadnicích
V úhlových souřadnicích se dá jednoduše vyjádřit rovnice jistých kuželoseček v rovině.
Rovnice elipsy:
{\displaystyle \operatorname {tg\ } \beta ={\frac {1}{\operatorname {tg\ } \alpha }}+1,5}
Rovnice paraboly:
{\displaystyle \operatorname {tg\ } \beta ={\frac {1}{\operatorname {tg\ } \alpha }}+2}
Rovnice hyperboly:
{\displaystyle \operatorname {tg\ } \beta ={\frac {1}{\operatorname {tg\ } \alpha }}+3}

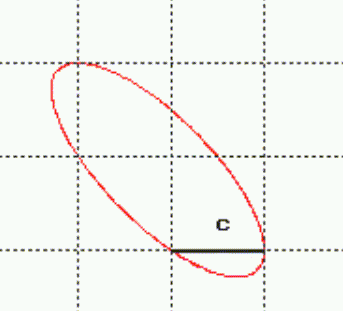
Elipsa, definovaná úhlovými souřadnicemi v rovině
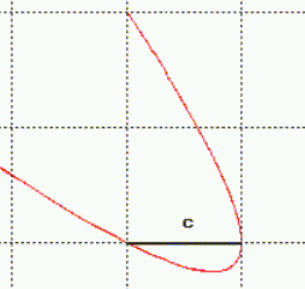
Parabola, definovaná úhlovými souřadnicemi v rovině
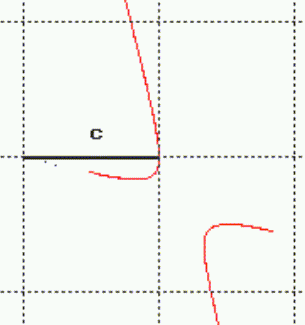
Hyperbola, definovaná úhlovými souřadnicemi v rovině